# Mercedes-Benz OF 1214
El Mercedes-Benz OF 1214 representó la continuidad de los buses de motor delantero, esta vez, como una opción al incansable LO 1114 y los OC 1214, compartiendo este último la característica de ser frontal y no semifrontal como el primero. Ampliamente usado durante gran parte de la década de 1980 y algunos años de la de 1990, fue discontinuado en 1993 tras las nuevas reglamentaciones en Buenos Aires, que prohibían el uso de motor delantero en buses urbanos.
El Mercedes-Benz OF 1214 prosiguió al OF 1114 de la nueva serie de plataformas carrozables de chasis para ómnibus Mercedes-Benz OF.

## Ficha técnica

### Motor
- Motor: OM 352
- Ciclo: diesel
- Ubicación: delantero
- Cilindrada (L): 5675
- Número de Cilindros: 6
- Diámetro x Carrera (mm): 97 x 128
- Relación de Compresión: 17:1
- Potencia (CV): 130
- Régimen (r. p. m.): 2800
- Par Motor (mkg): 37
- Régimen (r. p. m.): 2000
- Tracción: trasera
- Refrigeración: agua
- Combustible: gas-oil
- Sistema de Combustible: inyección directa

### Transmisión
Caja de cambio: G 3/40. 5/7,5 (opcional G 3/36. 5/8,98) 
Velocidades: 5 + 1 retroceso

### Capacidades
- Capacidad Combustible (L): 210
- Sistema de enfriamiento (L): 25
- Caja de cambio (L): 5
- Diferencial (L): 5
- Dirección (L): 3,25
- Cárter (máximo/mínimo) (L): 14/10
- Filtro de aceite (L): 2,5
- Peso vacío (kg): 12000

### Dimensiones
- Largo (mm): 9220
- Ancho (mm): 2380
- Alto (mm): -
- Distancia entre Ejes (mm): 4570
- Trocha Delantera (mm): 1986
- Trocha Trasera (mm): 1746
- Voladizo delantero (mm): 1650
- Voladizo trasero (mm): 2600

### Frenos
- Frenos: a aire, circuito independiente para eje delantero y trasero.
- Freno de estacionamiento: sobre las ruedas traseras. Accionamiento a aire.

### Suspensión
- Suspensión Delantera: ballestas, amortiguadores
- Suspensión Trasera: ballestas, amortiguadores, barra estabilizadora

### Otros
- Dirección: ZF 8062 hidráulica
- Eje delantero: VL 3/7 D:5
- Eje trasero: HL 4/24 D 7,6/40:7 (opcional 48:7)
- Piñón y corona: 40:7 (opcional 48:7)
- Desmultiplicación: 5,174 (opcional 6,857)
- Llantas: de disco 7.00 x 20
- Neumáticos: 9.00 x 20 /14
- Generador Eléctrico: alternador 14 V 55 A. Una batería 180 Ah. 12V